# Sicanje

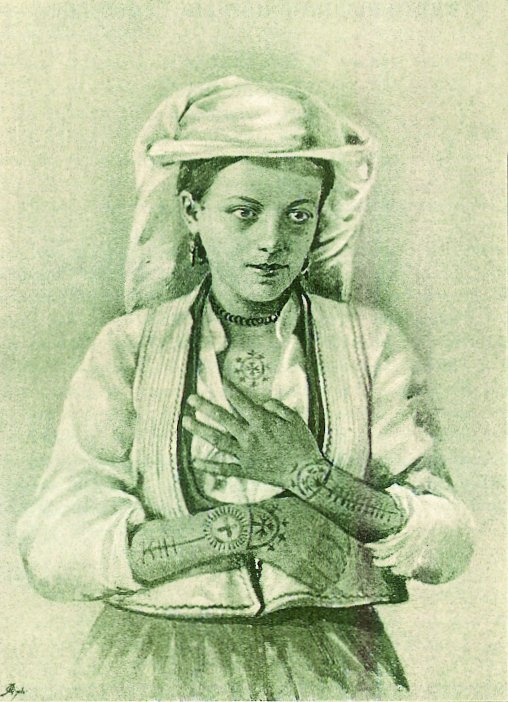
Desenho de uma mulher tatuada da Bósnia do final do século XIX.

Sicanje ou bocanje é um nome servo-croata para um costume generalizado principalmente entre mulheres e garotas croatas católicas romanas das regiões centrais da Bósnia e Herzegovina, bem como da região da Dalmácia, na Croácia. O fenômeno é anterior à migração eslava para os Bálcãs e, consequentemente, do cristianismo, mas foi possível traçar sua aparição até meados do século XX.

## História
A tatuagem de mulheres e meninas na Bósnia e Herzegovina é coloquialmente chamada de sicanje ou bocanje, e era um costume generalizado principalmente entre os croatas católicos romanos nas regiões centrais. Acredita-se que o costume seja anterior à migração eslava para os Bálcãs e até mesmo ao cristianismo. No século I aC, o historiador grego Estrabão escreveu sobre a tatuagem entre os habitantes desta área, nomeadamente ilírios e trácios, juntamente com outros costumes. Mulheres valáquias da Grécia, Macedônia e Herzegovina também utilizaram tatuagens. O arqueólogo Ćiro Truhelka pesquisou esses tipos de tatuagens no final do século 19, tornando-se um dos primeiros a escrever sobre eles e ilustrá-los. Em 1894, um médico baseado na Bósnia chamado Leopold Glück publicou um artigo em Viena intitulado Die Tätowirung der Haut bei den Katholiken Bosniens und der Herzegowina (A tatuagem da pele entre os católicos da Bósnia e Herzegovina) detalhando as tatuagens observada entre os moradores.

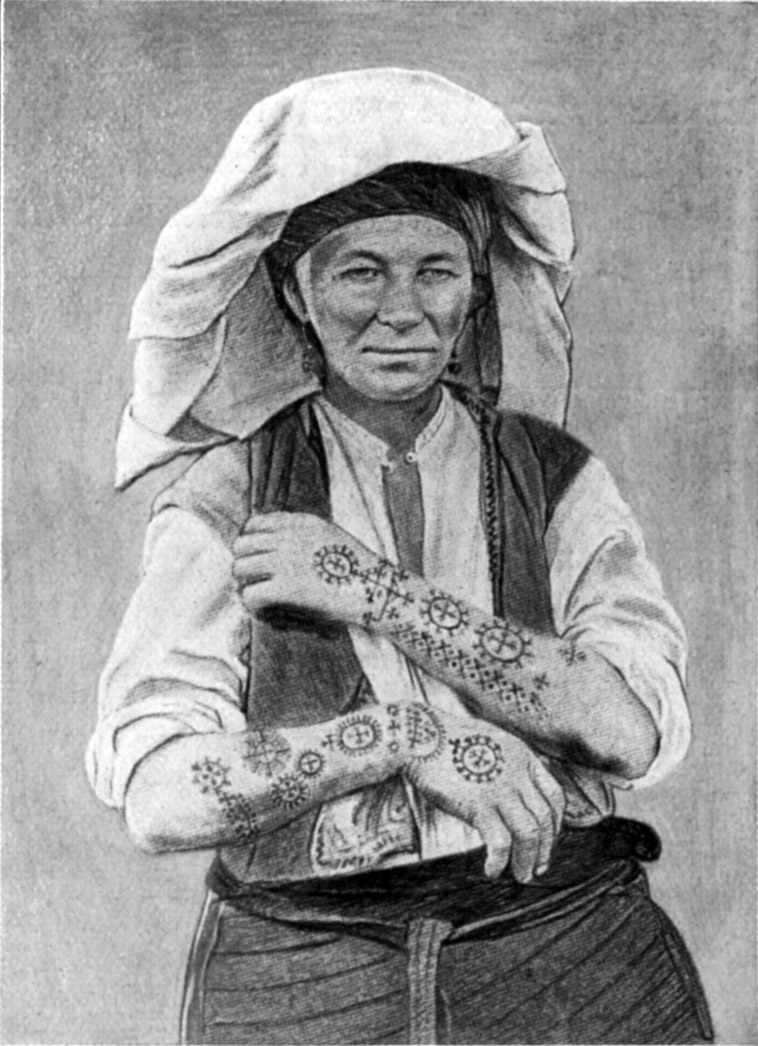
Tatuagens em uma mulher católica do vale de Lašva, no centro da Bósnia.

As mulheres em algumas partes do país tatuaram as mãos e outras partes visíveis do corpo (como testa, bochechas, pulso ou abaixo do pescoço) com símbolos cristãos e ornamentos stećak. Isso pode ser visto hoje, não apenas na Bósnia e Herzegovina, mas entre os croatas étnicos da Bósnia e Herzegovina que vivem no exterior. Crianças (geralmente meninas) eram tatuadas desde os seis anos de idade, geralmente durante o período entre a festa de São José em março e a festa de São João Batista em junho.

## Desenhos
Os símbolos mais comuns tatuados eram a cruz (križ), pulseira (narukvica), cerca (ograda) e ramos ou galhos (grančica). A cruz teve inúmeras variações, sendo que uma das mais comuns incluía pequenas linhas semelhantes a galhos chamadas "grančica" ou "jelica" (pinheiro). Desenhos semelhantes a pulseiras às vezes eram tatuados nos pulsos das mulheres, com cruzes ou motivos semelhantes a cercas. Foram usados muitos símbolos não-cristãos, ou pagãos, sendo os mais comuns constituídos por círculos que se acredita estarem ligados às tradicionais danças circulares ("kolo") das aldeias. Os símbolos pagãos e cristãos foram misturados indiscriminadamente, com o primeiro originário da natureza e da família nos tempos ilírios, e o outro com significado cristão adaptado posteriormente. As áreas mais comuns para tatuar eram os braços e as mãos (incluindo os dedos), e no peito e na testa.

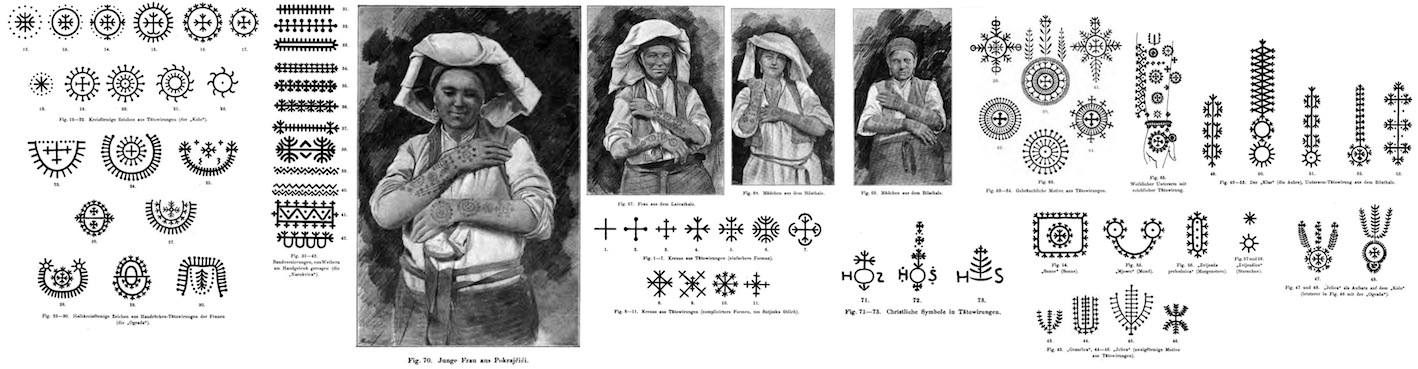
Tatuagens tradicionais

## Atualmente
O costume de tatuar meninas morreu após a Segunda Guerra Mundial com o estabelecimento da RSF da Iugoslávia, e as tatuagens feitas pelo método tradicional agora são vistas apenas em mulheres idosas. Hoje, há uma tendência crescente de tatuadores modernos que utilizam os desenhos tradicionais com métodos de tatuagem contemporâneos na Croácia e na Bósnia e Herzegovina.

## Na mídia
Em 2013, um documentário intitulado Sicanje, bocanje, tetoviranje foi ao ar no canal de televisão croata HRT 3. Em 2011, Vice publicou um artigo intitulado The Croatian Tattooed Grandma Cult sobre o fenômeno. Além disso, a Vice Serbia lançou uma história e um curta-metragem intitulado Tetovirane Bake, onde entrevistam várias mulheres croatas da Bósnia sobre suas tatuagens.